# Anurag Kashyap

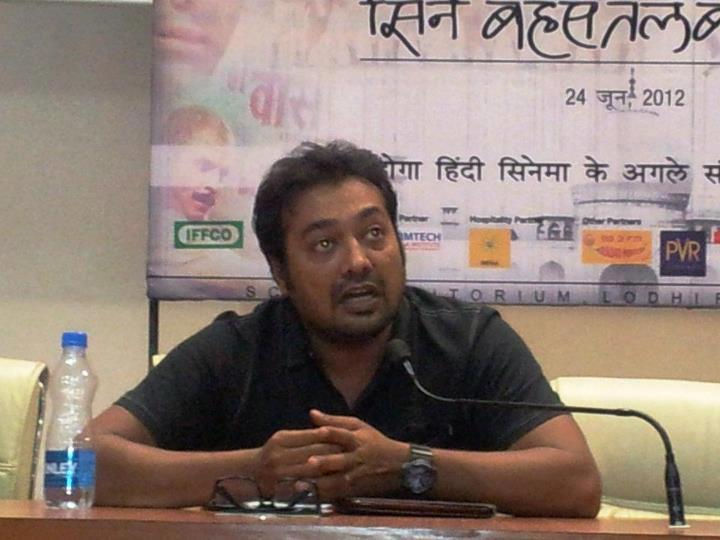
Anurag Kashyap (2012)

Anurag Singh Kashyap (* 10. September 1972 in Gorakhpur, Uttar Pradesh) ist ein indischer Filmproduzent und Drehbuchautor.

## Leben und Karriere

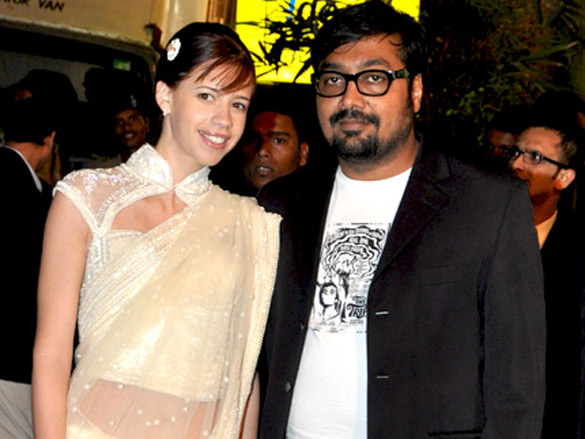
Anurag Kashyap und Kalki Koechlin bei den Filmfare Awards

Kashyap ging in seinem Geburtsort Gorakhpur zur Schule und besuchte später die Scindia School in Gwalior. Im jungen Alter interessierte er sich schon für Filme. Nach der Schulzeit studierte er Zoologie beim Hansraj College in Delhi. Nach seiner Graduierung schloss er sich der Theatergruppe Jana Natya Manch an, die oft auf der Straße auftrat. Später zog er mit der Hoffnung auf eine Karriere in der Filmindustrie nach Mumbai. Aus Geldmangel musste er auf der Straße oder in Hostels übernachten und schloss sich zunächst einer Theatergruppe an, bei der er für die Bühnenauftritte verantwortlich war. Die Vorstellungen konnten keinen Erfolg feiern und Kashyap bekam durch diese Misere Depressionen. Erst durch das von ihn geschriebene Drama Main wurde er an vielen Universitätsfestivals gefeiert.
Nun wurde die Filmbranche auf ihn aufmerksam. In seiner Anfangszeit beim Film schrieb er Drehbücher für Filme wie Satya und Kaun? und gewann einige Drehbuchpreise. Besondere Bekanntheit in Indien erlangte Kashyap 2004 durch seinen Skandalfilm Black Friday. International bekannt wurde er durch seine Filme Ugly und Gangs of Wasseypur, für die er mehrere Preise gewann.
In seinen vielen Gangsterfilmen wird versucht einen realistischen Hintergrund zu bewahren. Auch der Rauschgift- und Alkohol-Missbrauch, Depressionen und Selbstverletzung werden oft thematisiert.
Im Jahr 2009 gründete Kashyap seine eigene Filmproduktionsgesellschaft.
Von 2003 bis 2009 war Kashyap mit der Filmeditorin Aarti Bajaj verheiratet, mit der er die Tochter Aaliya hat. Von 2011 bis 2015 war er mit der Schauspielerin Kalki Koechlin verheiratet, mit der er oft zusammenarbeitet.

## Filmografie
| - 1997: Kabhie Kabhie (Fernsehserie) - 1997: ...Jayate - 1998: Satya - 1999: Kaun? - 1999: Shool - 1999: Last Train to Mahakali (Fernsehserie) - 2000: Jung - 2001: Nayak: The Real Hero - 2003: Paanch - 2004: Black Friday - 2004: Deewaar: Let's Bring Our Heroes Home - 2004: Yuva - 2004: Paisa Vasool - 2005: Water – Der Fluss des Lebens (Water) - 2005: Main Aisa Hi Hoon - 2006: Shoonya - 2006: Valley of Flowers - 2006: Mixed Doubles - 2007: Return of Hanuman - 2007: Dhan Dhana Dhan Goal - 2007: No Smoking - 2007: Jhoom Barabar Jhoom - 2007: Shakalaka Boom Boom - 2007: Honeymoon Travels Pvt. Ltd. - 2007: Guru - 2009: Kurbaan - 2009: Gulaal - 2009: Dev.D - 2010: Encounter (Kurzfilm) - 2010: That Girl in Yellow Boots - 2010: Udaan - 2010: Muskurake Dekh Zara - 2011: Mumbai Cutting - 2012: Talaash: The Answer Lies Within - 2012: Gangs of Wasseypur - 2013: Lootera - 2013: Meridian Lines - 2013: Ugly - 2014: Kali-Katha (Kurzfilm) - 2014: Hasee Toh Phasee | - 2008: Aamir - 2010: The Joy of Giving (Kurzfilm) - 2010: That Girl in Yellow Boots - 2010: Udaan - 2010: Tubelight ka Chaand (Kurzfilm) - 2011: Mehfuz (Kurzfilm) - 2011: Shor (Noise; Kurzfilm) - 2011: Michael - 2011: Sujata (Kurzfilm) - 2011: Trishna - 2011: Shaitan - 2012: Daag Daag Andhera (Kurzfilm) - 2012: Error (Kurzfilm) - 2012: The Epilogue (Kurzfilm) - 2012: Luv Shuv Tey Chicken Khurana - 2012: Meenakshi und der Duft der Männer (Aiyyaa) - 2012: Shahid - 2012: Gangs of Wasseypur - 2012: Reprise (Kurzfilm) - 2013: Vakratunda Mahakaaya - 2013: Shorts - 2013: Lootera - 2013: Geek Out (Kurzfilm) - 2013: Moi Marjaani (Kurzfilm) - 2013: Lunchbox (Dabba) - 2013: Schüsse im Monsun (Monsoon Shootout) - 2013: Ugly - 2013: The Congress - 2014: Tigers - 2014: Yudh (Fernsehserie) - 2014: Queen - 2014: Hasee Toh Phasee - 2015: NH10 - 2015: Hunterrr - 2015: Shaandaar |

### Als Regisseur
- 2003: Paanch
- 2007: Black Friday
- 2007: No Smoking
- 2007: Return of Hanuman
- 2009: Dev.D
- 2008: Gulaal
- 2013: Bombay Talkies
- 2014: Ugly
- 2015: Bombay Velvet
- 2016: Madly (Episode „Clean Shaven“)
- 2016: Raman Raghav 2.0
- 2018: Mukkabaaz
- 2018: Manmarziyaan
- seit 2018: Der Pate von Bombay (Fernsehserie)

## Auszeichnungen
- Asia Pacific Screen Awards

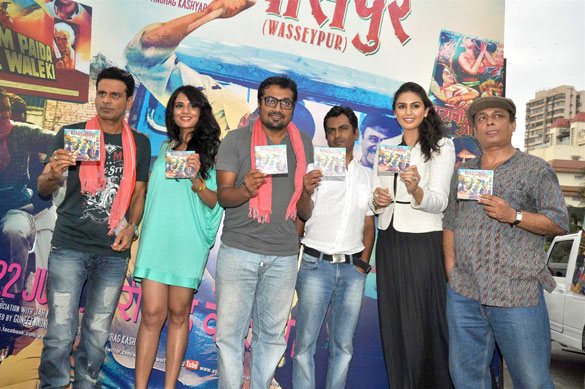
Kashyap (dritter von links) und die Hauptdarsteller von Gangs of Wasseypur

  - 2012 für die beste Direktion (Gangs of Wasseypur)

- Deauville Asian Film Festival
  - 2014 den Jury-Preis (Ugly)

- Filmfare Awards
  - 2011 für die beste Geschichte (Udaan)
  - 2013 für die beste Filmkritik (Gangs of Wasseypur)
  - 2013 für den besten Dialog in einen Film (Gangs of Wasseypur)

- GQ Awards, Indien
  - 2012 GQ Award für den besten Filmregisseur des Jahres

- Puchon International Fantastic Film Festival
  - 2013 Bester Filmregisseur (Ugly)

- Screen Weekly Awards
  - 2011 Bester Film (Udaan)

- Sitges – Catalonian International Film Festival
  - 2013 für lobenswerte Erwähnungen eines asiatischen Films (Ugly)

- Star Box Office India Awards
  - 2014 Box Office India Award (Dabba)

- Stardust Awards, Indien
  - 2014 Searchlight Award (Queen)

- Times of India Film Awards
  - 2013 Critics' Award (Gangs of Wasseypur)

- Zee Cine Awards
  - 2011 Critics Choice Award (Gangs of Wasseypur)